# کرانتس برگ
کرانتس برگ (به آلمانی: Kranzberg) یک شهر در آلمان است که در بایرن واقع شده‌است.

## خصوصیات
کرانتس برگ ۳۹٫۵۰ کیلومترمربع مساحت دارد ۴۸۳ متر بالاتر از سطح دریا واقع شده‌است.